# Lilias Armstrong
Lilias Eveline Armstrong (29 de septiembre de 1882 - 9 de diciembre de 1937) fue una fonetista inglesa. Trabajó en la University College de Londres, donde alcanzó el rango de profesor adjunto ("Reader"). Armstrong ha sido conocida principalmente por su trabajo sobre la entonación inglesa, así como sobre la fonética y el tono de la lengua somalí y kikuyu. Su libro sobre la entonación inglesa, coescrito con la lingüista Ida C. Ward, se mantuvo en prensa por 50 años.
Armstrong creció en el norte de Inglaterra. Se graduó de la Universidad de Leeds, donde estudió francés y latín. Durante un tiempo enseñó francés en una escuela primaria de los suburbios de Londres para luego unirse al Departamento de Fonética del University College de Londres, dirigido por Daniel Jones. Sus obras más destacadas fueron el "Manual de la entonación inglesa" coescrito con Ida C. Ward en 1926, el artículo "La estructura fonética del somalí" de 1934, y el libro "La estructura fonética y tonal del kikuyu" publicado en 1940 luego de su muerte en 1937.  
Cumplió el rol de subeditora de la revista Le Maître Phonétique de la Asociación Fonética Internacional durante más de una década y elogiada por su docencia durante el período académico y los cursos de verano del departamento. Daniel Jones describió en su obituario que ella fue "una de las mejores fonetistas del mundo".

## Primeros años
Lilias Eveline Armstrong nació el 29 de septiembre de 1882 en Pendlebury, Lancashire, hija de James William Armstrong, un ministro metodista libre, y Mary Elizabeth Hunter. Su infancia la llevó a adoptar características lingüísticas del inglés del norte. Armstrong estudió francés y latín en la Universidad de Leeds, fue "Becaria del Rey" (King´s scholar), y se formó como maestra [cita requerida]., recibiendo su licenciatura en 1906.
Después de graduarse de Leeds, Armstrong enseñó francés en el East Ham durante varios años. Fue muy exitosa como maestra y estaba en camino de convertirse en directora cuando  dejó esta posición en 1918. Ya en su rol de profesora asistente, empezó a estudiar fonética a medio tiempo en las tardes en el Departamento de Fonética de la University College para mejorar sus clases de pronunciación francesa. En 1917, Armstrong obtuvo su diploma con distinción en fonética francesa y un año después su diploma con distinción en fonética inglesa.[cita requerida]

## Carrera académica

### Cátedras

#### Empleos
Armstrong comenzó a enseñar fonética por primera vez en 1917 en el curso de verano para misioneros de Daniel Jones. Jones planeaba darle a Armstrong un puesto de tiempo completo en el Departamento de Fonética de la University College, sin embargo esos planes quedaron temporalmente suspendidos cuando el consejo del condado de Londres decidió no incrementar el presupuesto del departamento en octubre. Sin embargo, en noviembre de ese año, Jones nominó a Armstrong para recibir una cátedra temporal de medio tiempo que comenzó en febrero de 1918. Finalmente, a principios del año académico 1918-1919, Armstrong obtuvo una plaza de tiempo completo, convirtiéndose en la primera profesora asistente de tiempo completo del Departamento de Fonética.
Armstrong se convirtió en Profesora en 1920, profesora agregada en 1921, y profesor adjunto en 1937. Su promoción a profesor adjunto fue anunciada en The Times y en The Universities Review.  Armstrong también enseñó ocasionalmente en la Escuela de Estudios Orientales. En 1920, Jones tuvo que tomarse una licencia durante 9 meses y Armstrong se convirtió en jefa interina del departamento en su lugar. Durante este tiempo, entrevistó y admitió a estudiantes en el departamento. Otros cargos que ocupó en University College fueron el de presidenta del Comité del Refectorio, y secretaria de la sala común del personal femenino. Armstrong perteneció a diversas sociedades científicas como la Asociación Fonética Internacional, la Asociación de Lenguas modernas, y el Congreso Internacional de Ciencias Fonéticas.

#### Cursos y seminarios
Armstrong impartió clases de fonética francesa, sueca, inglesa y rusa.  También impartió una clase sobre la patología del habla titulada "Conferencia de demostraciones sobre métodos para corregir defectos del habla" en conjunto con Daniel Jones. Armstrong dirigió ejercicios de entrenamiento auditivo, que fueron una parte importante de la enseñanza en el Departamento de Fonética del University College.
Además, Armstrong dictó varios cursos de vacaciones en el University College. En 1919, el Departamento de Fonética comenzó a impartir sus populares cursos de vacaciones de fonética francesa e inglesa. En el curso inaugural de 1919, Armstrong realizó ejercicios diarios de entrenamiento auditivo para un curso destinado a quienes estudiaban y enseñaban francés. Dos lectores de la revista Estudios ingleses (English Studies) que participaron del curso de verano de fonética inglesa en 1919 describieron las pruebas auditivas de Armstrong como "espléndidas" y "una gran ayuda". Los ejercicios auditivos también fueron elogiados por la revista Levenshe Bijdragen.
En el curso de verano de 1921, no solo dirigió los ejercicios de entrenamiento auditivo, sino que también dio conferencias sobre fonética inglesa junto con Jones. En el verano de 1930, Armstrong dictó un curso de fonética inglesa para el "Curso de inglés para extranjeros", junto con Jones y Arthur Lloyd James. Un anuncio para el curso de verano de 1935 describió el programa como "bajo la dirección general" de Jones y Armstrong; incluyendo clases dictadas por Armstrong y John Rupert Firth, así como  ejercicios de entrenamiento auditivo dirigidos por Jones y Armstrong.
En octubre de 1922, Armstrong impartió un seminario abierto al público en el University College sobre el uso de la fonética en la enseñanza del francés. En 1925 viajó a Suecia para dictar conferencias sobre entonación inglesa en Gotemburgo y Estocolmo. En abril de 1927, dictó un seminario sobre entonación inglesa en la reunión de la Sociedad de Lenguaje Moderno de Helsinki, Finlandia. En 1933, fue invitada a presentar su trabajo en la conferencia anual de la Verse Speaking Fellowship. Otros países a los que Armstrong viajó para dar conferencias incluyeron los Países Bajos y la Unión Soviética. 

#### Estudiantes destacados
Armstrong tuvo varios estudiantes reconocidos como eruditos y lingüistas. El lingüista indio Suniti Kumar Chatterji estudió en la Universidad de Londres entre 1919 y 1921 para obtener su doctorado en Literatura; mientras estuvo allí, Armstrong e Ida C. Ward le enseñaron fonética y lo entrenaron con ejercicios de entrenamiento auditivo y transcripción. John Rupert Firth, quien más tarde trabajaría en el Departamento de Fonética del University College junto con Armstrong, fue un estudiante en el University College entre 1923 y 1924; donde asistió al curso de Armstrong sobre fonética francesa. En el verano de 1934, el fonetista escocés JC Catford, que entonces tenía 17 años, tomó una clase de fonética francesa impartida por Armstrong y Hélène Coustenoble. Armstrong enseñó fonética avanzada al lingüista estadounidense Lorenzo Dow Turner mientras éste realizaba una investigación postdoctoral en la Escuela de Estudios Orientales de 1936 a 1937. El lingüista francocanadiense Jean-Paul Vinay, quien obtuvo su maestría estudiando con Armstrong en 1937 y luego trabajó junto a ella, destacó específicamente la amabilidad y la destreza articulatoria de Armstrong. Mientras el erudito literario australiano Robert Guy Howarth estudiaba para su doctorado en inglés entre 1937 y 1938, también obtuvo un certificado en fonética y tomó el  "Curso de fonética general", impartido por Armstrong y otros.

### Libros e investigación

#### Le Maitre Phonétique
La Asociación Fonética Internacional suspendió la publicación de su revista Le Maître Phonétique durante la Primera Guerra Mundial, pero en 1921 comenzó la publicación anual Textes pour nos Élèves ("Textos para nuestros estudiantes"), que consistió en textos transcritos en el Alfabeto Fonético Internacional (AFI) a varios idiomas, como inglés, francés, alemán, italiano y español. Armstrong contribuyó con varias transcripciones de textos en inglés a lo largo de sus volúmenes.
En 1923, Le Maître Phonétique reanudó su publicación y comenzó su tercera serie. Armstrong figura como secrétaire de rédaction (subeditora) a partir del número de julio-septiembre de 1923 (3.ª serie, núm. 3), y ocupó este puesto hasta el número de enero-marzo de 1936 (3.ª serie, núm. 53). Armstrong jugó un rol importante en la renovación de la revista y de la Asociación Fonética Internacional, cuyas actividades dependían de la publicación de la revista. Escribió varias reseñas de libros en la revista kɔ̃trɑ̃dy (Comptes rendus, "Informes"), así como transcripciones fonéticas de textos en inglés en sus parti dez elɛːv ( Partie des élèves, "Sección de estudiantes").
La sección especímenes (spesimɛn, Spécimens) de Le Maître Phonétique's consistió en esquemas fonéticos de lenguajes menos estudiados acompañados de la transcripción fonética de un texto corto. Por ejemplo, un año Le Maître Phonétique presentó especímenes del idioma Gã, vizcaíno, inglés-japonés, poitevino y punyabí. La primera publicación de especímenes de Armstrong fue del sueco y se publicó en 1927. Consistió en un inventario de las vocales suecas y la transcripción del texto "ˊmanˑən sɔm ˇtapˑadə ˇykˑsan"[c] (Mannen som tappade yxan, "El hombre que botó su hacha"), una traducción de "El leñador honrado", pronunciado por Fröken Gyllander of Stockholm. Previamente, el gramático sueco Immanuel Björkhagen había agradecido a Armstrong por su ayuda en la descripción de la fonética y el sistema de sonidos del idioma sueco en su libro "Gramática sueca moderna" de 1923. El segundo espécimen de Armstrong, publicado en 1929, fue del ruso y consistió en la transcripción de un extracto del trabajo de Nikolai Gogol "La noche de mayo, o la doncella ahogada". Armstrong también corrigió la prueba del libro de M.V. Trofimov and Daniel Jones "La pronunciación del ruso" publicado en 1923. Armstrong investigó la fonética árabe, a pesar de que nunca publicó sus propios hallazgos, escribió una reseña sobre el libro de fonética árabe del misionario Willian Henry Temple Gairdner en  Le Maître Phonétique.

#### Serie de lecturas fonéticas de Londres
Los dos primeros dos libros de Armstrong, Cuentos fonéticos en inglés (An English Phonetic Reader)  en 1923, y Cuentos fonéticos en birmano (A Burmese Phonetic Reader) de 1925 con Pe Maing Tin, fueron parte de la serie de cuentos fonéticos de Londres (London Phonetics Readers Series), editada por Daniel Jones. Los libros de esta serie proporcionan un bosquejo fonético así como textos transcritos en el Alfabeto Fonético Internacional. Sus Cuentos fonéticos en inglés incluyeron transcripciones de pasajes escritos por Alfred George Gardiner, Henry James, Robert Louis Stevenson, Thomas Hardy y John Ruskin. Estas transcripciones reflejaban el propio estilo de Armstrong, sin indicar variaciones debidas a diferentes dialectos o registros lingüísticos. Jones animó a Armstrong a escribir un cuento fonético en inglés de "transcripción estricta". Una de las principales distinciones de la "transcripción estricta" para el inglés fue el uso de símbolos fonéticos adicionales para las vocales, como [ ɪ ] (como en la pronunciación RP de  (KIT), [ ʊ ] (FOOT), y [ ɒ ] (LOT). En el análisis detrás de una "transcripción amplia" jonsiana del inglés, la principal diferencia entre esas vocales y las vocales [ iː ] (FLEECE), [ uː ] (GOOSE) y [ ɔː ] (THOUGHT  ), respectivamente, consideraba longitud en vez de calidad. De esta misma forma, la ausencia o presencia de un diacrítico de longitud fue usado para distinguir estas vocales en vez de caracteres IPA separados. La transcripción estricta de Armstrong para sus cuentos utilizó estos símbolos vocálicos adicionales y marcó explícitamente la longitud de las vocales con los diacríticos ˑ 'medio largo' y ː 'largo'. También discutió el uso de la transcripción restringida en su primer artículo para Le Maître Phonetique, publicado como uno de sus artiklə də fɔ̃ ( Articles de fond, "Artículos destacados"); Armstrong imploró a los lectores de la revista que aprendieran a utilizar los símbolos adicionales. Los libros Cuentos fonéticos en inglés de Armstrong, Manual de entonación inglesa de Armstrong y Ward y La fonética inglesa de Ward fueron los primeros en popularizar este sistema de transcripción del inglés. La cuarta y última impresión de los Cuentos fonéticos en inglés se imprimió en 1956.
El segundo libro de Armstrong para la serie fue un libro en lengua birmana, coescrito con el erudito birmano Pe Maung Tin. Pe Maung Tin estudió fonética en el University College y colaboró con Armstrong al mismo tiempo que estudiaba derecho en Inner Temple y que asistía a las conferencias de Charles Otto Blagden sobre las inscripciones del antiguo idioma Mon. Antes de la publicación de los cuentos fonéticos birmanos, Pe Maung Tin había escrito un espécimen en birmano para Le Maître Phonétique. El lingüista canadiense-estadounidense William Cornyn describió sus cuentos como poseedores de una "descripción elaborada" de la fonética birmana. Armstrong y Pe Maung Tin desarrollaron el primer sistema de transcripción para el birmano de acuerdo con los principios de la Asociación Fonética Internacional (AFI); y se trató de una transcripción "muy detallada", que utilizaba cinco diacríticos para el tono, algunos de los cuales podían colocarse a múltiples alturas.
Una reseña contemporánea de este libro se refirió a la cantidad de símbolos fonéticos especializados y diacríticos como una "profusión de marcas diacríticas que es bastante confusa". Pe Maung Tin respondió a esto aclarando que los signos diacríticos eran necesarios para transmitir la interacción del tono y la prosodia y para garantizar que los hablantes de inglés no leyeran los textos con una entonación inglesa. También defendió otras opciones de transcripción como el uso de "sh" para representar una fricativa alveolar aspirada como en la palabra birmana ဆီ ()"petróleo"), que Armstrong y Pe Maung Tin transcribieron como "ˍshiː "; el revisor pensó que era confuso usar "sh" para referirse a un sonido distinto de la fricativa postalveolar representada por la ⟨sh⟩ como en la palabra she (  /ʃiː/ ). R. Grant Brown, un exmiembro del Servicio Civil Indio en Birmania, elogió los Cuentos fonéticos en birmano por ser el trabajo en conjunto de una fonetista y un hablante nativo, escribiendo "Este excelente libro establece un estándar que otros escritores sobre lenguas orientales vivas tendrán que seguir si no desean que su trabajo sea considerado de segunda categoría", aunque pensó que su sistema de transcripción era "demasiado elaborado para el uso ordinario". El lingüista británico John Rupert Firth utilizó una transcripción amplia que simplificó a partir del sistema de Armstrong y Pe Maung Tin basándose en parte en su experiencia utilizando sus Cuentos fonéticos con hablantes nativos del birmano y con estudiantes de fonética birmana en el Instituto Indio de Oxford El lingüista birmano Minn Latt dijo que su sistema de transcripción utilizaba demasiados "símbolos desconocidos" para un esquema de romanización ideal.  El lingüista británico Justin Watkins utilizó la traducción de Armstrong y Pe Maung Tin de "El viento del norte y el sol" para su ilustración de 2001 del AFI para el birmano en el Journal of the International Phonetic Association.

#### Entonación inglesa
Armstrong y su colega Ida C. Ward publicaron su libro Manual de la entonación inglesa en 1926. Estaba acompañado de tres discos de gramófono de doble cara que contenían a Armstrong y Ward leyendo pasajes en inglés. Estas grabaciones aparecieron en bibliografías de formación en oratoria y teatro durante décadas. Armstrong y Ward analizaron todos los patrones de entonación ingleses como compuestos esencialmente de sólo dos "melodías": la melodía 1 se caracteriza por terminar en una caída, y la melodía 2 por terminar en una subida. El lingüista estadounidense Kenneth Lee Pike calificó su análisis de "valioso" para los estudiantes de inglés porque encontró puntos en común en los diversos usos de los contornos ascendentes y descendentes. En 1943, el lingüista danés C.A. Bodelsen escribió que "hay un acuerdo bastante general" sobre la clasificación de Melodía 1 y Melodía 2; también compara el sistema de Melodía 1 y Melodía 2 del Manual de entonación inglesa con las clasificaciones de entonación en Un bosquejo de la fonética inglesa de Daniel Jones y Entonación inglesa de Harold E. Palmer.
Armstrong y Ward transcribieron la entonación en un sistema donde las líneas y los puntos corresponden a sílabas tónicas y átonas, respectivamente, y la posición vertical corresponde al tono. Este sistema utilizaba un pentagrama sin clave con sólo dos líneas que representaban los límites del rango vocal de un hablante. Su método de transcripción de la entonación fue precedido por el utilizado en el libro de lectura para cingalés de HS Perera y Daniel Jones (1919), y el prefacio del Manual de entonación inglesa señala una inspiración en la notación de Hermann Klinghardt para la entonación. Klinghardt dijo que su libro habría sido imposible sin Daniel Jones; sus ejercicios también comparten similitudes con las curvas de entonación de Jones. Armstrong y Ward utilizaron un sistema de puntos y marcas discretos para marcar el contorno de entonación porque les resultó más fácil de seguir para los estudiantes de inglés que una línea continua.
El Manual de entonación inglesa tuvo un impacto duradero durante décadas, particularmente en lo que respecta a la enseñanza del inglés. Pike escribió que la obra fue "una contribución influyente al campo"; en 1948, la describió como la que proporcionaba "el análisis más aceptado de la entonación británica". El libro de Armstrong y Ward permaneció impreso y en uso al menos hasta la década de 1970.  A pesar de su popularidad, su análisis ha sido criticado por ser demasiado simplista. El fonetista británico Jack Windsor Lewis escribió su manual en el que afirmaba que "no avanzó en absoluto o muy poco en el análisis de la estructura de la entonación inglesa" y criticó su sistema de notación de la entonación por tener "muchos detalles superfluos".  Pike escribió que su entonación basada en melodías "resulta insuficiente para simbolizar adecuadamente (es decir, estructuralmente) el intrincado sistema subyacente de contornos en contraste unos con otros".  Los propios Armstrong y Ward escribieron que eran conscientes de que hay "una mayor riqueza de detalles que la registrada aquí", pero que "la atención se ha concentrado en las formas más simples de entonación utilizadas en la conversación y en la lectura de prosa narrativa y descriptiva" ya que el lector al que se dirigía el libro era un estudiante no nativo del inglés. El método de Armstrong y Ward para transcribir la prosodia era muy popular; los libros sobre prosodia inglesa solían utilizar su método gráfico para proporcionar ejemplos introductorios de patrones de entonación, incluso si utilizaban otros métodos de transcripción.

#### Fonética y entonación francesa
En 1932 escribió La fonética del francés: un manual práctico. Sus objetivos declarados son "ayudar a los estudiantes de inglés en la pronunciación francesa y especialmente a los profesores de pronunciación francesa". Para ello, contiene diversos ejercicios prácticos y consejos didácticos. En el primer capítulo, analiza técnicas para que los profesores de francés realicen ejercicios de entrenamiento auditivo que fueron una parte tan importante de su propia enseñanza de fonética. Las influencias de las conferencias de Daniel Jones sobre fonética francesa se pueden ver en el análisis de Armstrong de las consonantes róticas y oclusivas francesas. La publicación de este libro, que tuvo una gran aceptación, por parte de Armstrong "amplió el círculo de su influencia". En 1998, el fonetista escocés JC Catford escribió que creía que este libro seguía siendo la "mejor introducción práctica a la fonética francesa".
El capítulo XVII de La fonética del francés trataba sobre la entonación, pero su principal obra sobre el tema fue el libro de 1934 Estudios sobre la entonación francesa coescrito con su colega Hélène Coustenoble. Se centraron en el habla de los "hablantes cultos del norte de Francia". Este libro fue escrito también para estudiantes de francés que hablaban inglés y proporcionó la primera descripción completa de la entonación francesa. La entonación francesa también se analizó en términos de melodías; fue un enfoque basado en la configuración, donde la entonación consiste en una secuencia de contornos de tono discretos. La entonación francesa se compone esencialmente de tres contornos en su análisis, a saber: ascendente-descendente, descendente y ascendente. Armstrong y Coustenoble utilizaron una unidad prosódica conocida como Grupo de Sentidos, que definieron como "cada uno de los grupos más pequeños de palabras gramaticalmente relacionadas en los que se pueden dividir muchas oraciones". El libro también ofrece un análisis de la entonación inglesa para demostrar en qué se diferencia la entonación francesa. Una reseña contemporánea señaló que "parece haber recibido una recepción favorable" en Inglaterra. El libro contenía numerosos ejercicios, lo que llevó a otro crítico a calificarlo también de "un excelente manual de enseñanza". El lingüista de Oxford Alfred Ewert calificó el libro de "muy útil" en 1936, la filóloga austríaca Elise Richter lo calificó de "un logro admirable" en 1938, y el lingüista estadounidense Robert A. Hall Jr. calificó el libro de "excelente" en 1946. Más tarde se la describió como "altamente idealizada" por estar basada en las convenciones de la lectura de prosa francesa en voz alta. Se considera una "obra clásica sobre la entonación francesa".

#### Somalí
Armstrong comenzó sus investigaciones fonéticas sobre el somalí en 1931. Publicó un ejemplar en somalí para Le Maître Phonétique en 1933, así como una traducción de "El viento del norte y el sol" para la versión italiana de 1933 de Principios de la Asociación Fonética Internacional, pero su principal trabajo sobre el somalí fue "La estructura fonética del somalí", publicada en 1934. Su investigación se basó en dos somalíes, y da sus nombres como "Sr. Isman Dubet de Adadleh, a unas 25 millas al noreste de Hargeisa, y el Sr. Haji Farah de Berbera "; en la ortografía somalí, estos nombres serían Cismaan Dubad y Xaaji Faarax. Estos hombres eran aparentemente marineros que vivían en el East End de Londres, y Armstrong probablemente trabajó con ellos entre 1931 y 1933. La pronunciación de Farah había sido la base del espécimen de Armstrong de 1933, y también había sido objeto de un estudio fonético radiográfico realizado por el fonetista de la UCL Stephen Jones.
El análisis de Armstrong influyó en un informe de los somalistas Bogumił Andrzejewski y Musa Haji Ismail Galal, que a su vez influyeron en la exitosa propuesta del lingüista somalí Shire Jama Ahmed para el alfabeto latino somalí. En particular, Andrzejewski le dio crédito por la práctica de las vocales duplicadas para representar vocales largas en somalí. Andrzejweski mencionó algunas desventajas de la propuesta ortográfica de Armstrong con respecto a las vocales, escribiendo que "el sistema de Armstrong es demasiado estrecho para lidiar con las fluctuaciones en los grados de armonía vocálica y tan rígido que sus símbolos a menudo implican pausas (o ausencia de pausas) y una velocidad y estilo de pronunciación particulares". También afirmó que la propuesta ortográfica de Armstrong para las vocales somalíes sería "demasiado difícil de manejar para el público en general (tanto somalí como no somalí)".
En 1981, el fonólogo estadounidense Larry Hyman calificó el artículo de Armstrong de "pionero"; ella fue la primera en examinar exhaustivamente el tono o la altura en somalí. Analizó el somalí como una lengua tonal con cuatro tonos: nivel alto, nivel medio, nivel bajo y descendente, y proporcionó una lista de pares mínimos que se distinguen por el tono. El africanista alemán  August Klingenheben respondió al trabajo de Armstrong en un artículo de 1949. Calificó el trabajo de Armstrong como "un excelente estudio fonético", pero argumentó que el somalí no era una verdadera lengua tonal sino más bien una lengua acentuada. Andrzejewski escribió en 1956 que los datos fonéticos de Armstrong eran "más precisos que los de cualquier otro autor sobre el somalí"; analizó el somalí como "un caso límite entre una lengua tonal y una lengua acentuada",  haciendo uso de lo que llamó "características acentuales". Sigue existiendo un debate sobre si el somalí debe considerarse una lengua tonal o una lengua con acento tonal.
Armstrong fue la primera en describir el sistema vocálico del somalí.  Una bibliografía de 2014 sobre el idioma somalí calificó el artículo de Armstrong de "seminal" y señaló que la autora proporciona una descripción más detallada de las vocales somalíes que otros trabajos. También fue la primera en discutir la armonía vocálica en somalí; su análisis de la armonía vocálica fue elogiado por el somalista italiano Martino Mario Moreno. El lingüista británico-australiano Roy Clive Abraham escribió que estaba de acuerdo con Armstrong en la mayor parte de los puntos relativos a la fonética somalí: "hay muy pocos puntos en los que no estoy de acuerdo con ella". El lingüista austrohúngaro Werner Vycichl escribió que el estudio de Armstrong "abre un nuevo capítulo en los estudios africanos". En 1992, el lingüista John Ibrahim Saeed del Trinity College de Dublín dijo que el artículo de Armstrong era "aún hoy el estudio más destacado de la fonética somalí", y en 1996, Martin Orwin escribió que "sigue siendo una lectura esencial para cualquiera que esté interesado en estudiar cualquier aspecto del sistema de sonido del somalí".

#### Kikuyu
Armstrong escribió un breve esbozo de la fonética kikuyu para el libro Fonética práctica para estudiantes de lenguajes africanos de Diedrich Westermann e Ida C. Ward. Su asesor lingüístico era un hombre al que ella llama el Sr. Mockiri. También escribió un esbozo sobre la fonética luganda para este libro. Su principal obra sobre el kikuyu fue La estructura fonética y tonal del kikuyu, publicada póstumamente en 1940. Jomo Kenyatta, quien más tarde se convertiría en el primer presidente de Kenia, fue el consultor lingüístico de Armstrong para este libro. Kenyatta fue empleado del Departamento de Fonética de 1935 a 1937 para que Armstrong pudiera llevar a cabo su investigación; mientras estudiaba antropología social en la London School of Economics con Bronisław Malinowski. El libro estaba prácticamente terminado cuando Armstrong murió; sólo quedaba por escribir el Capítulo XXII "Formas tonales de los adjetivos", aunque Armstrong ya había escrito notas para él. Daniel Jones encargó a Beatrice Honikman que escribiera el capítulo restante y finalizara los preparativos del libro para su publicación en 1940; ella era una profesora de SOAS que había trabajado anteriormente sobre el kikuyu con Kenyatta, y también fue alumna de Armstrong. El Capítulo IV, "Los fonemas consonánticos", contiene doce trazados quimográficos de palabras kikuyu para ilustrar detalles fonéticos; el quimógrafo fonético fue un instrumento importante para la investigación fonética experimental en el University College bajo la dirección de Jones.
El libro contiene un apéndice en el que Armstrong propone una ortografía para el kikuyu. Sugirió que la fricativa dental sonora [ð] estar representado por ⟨d⟩ y la oclusiva prenasalizada [ⁿd] por ⟨nd⟩; en paralelo estaban los pares [ β ]  ⟨b⟩ / [ᵐb] ⟨mb⟩ y [ ɣ ] ⟨g⟩ / [ᵑg] ⟨ŋg⟩ Westermann y Ward también defendieron el uso de ⟨d⟩ para [ð] en su libro. Kenyatta pensó que el pueblo kikuyu no aceptaría el uso de ⟨d⟩ para [ð] porque en otras ortografías con las que la gente kikuyu estaría familiarizada, a saber, inglés y suajili, ⟨d⟩ representa una consonante oclusiva, no una fricativa; Armstrong señaló que no parecía haber ninguna objeción al uso de ⟨b⟩ y ⟨g⟩ para representar fricativas en la ortografía kikuyu, aunque representan oclusivas en inglés. El uso de ⟨d⟩ para [ð] También ha sido criticado porque no hay alternancia entre [ð] [ⁿd] en kikuyu, a diferencia de los otros dos pares, la fricativa dental sonora kikuyu se estructura fonológicamente con fricativas sordas en lugar de con otras sonoras. Armstrong también propuso que las siete vocales del kikuyu se representaran con los símbolos AFI ⟨i, e, ɛ, a, ɔ, o, u⟩; esto siguió la ortografía práctica, ahora conocida como el Alfabeto Africano, ideado por el Instituto Internacional de Lenguas y Culturas Africanas. Este sistema evitaba el uso de diacríticos que Armstrong llamaba "tediosos" y que a menudo se omitían al escribir. Una desventaja de este sistema es que es menos fiel a la etimología y oscurece la relación con idiomas relacionados. A los dirigentes kikuyu también les disgustaba el uso de los símbolos fonéticos especializados ⟨ɛ⟩ y ⟨ɔ⟩, pues los consideraban poco prácticos porque no se podían escribir fácilmente en una máquina de escribir.
Armstrong también propuso que la nasal velar se escribiera con la letra ⟨Ŋ, ŋ⟩ y que la nasal palatal se escribiera con el dígrafo ⟨ny⟩ (aunque escribió que personalmente preferiría la letra ⟨Ɲ, ɲ⟩ ). Las autoridades educativas de Kenia recomendaron brevemente que las escuelas utilizaran el sistema de Armstrong. En la ortografía kikuyu moderna, la fricativa dental sonora se escribe ⟨th⟩, las nasales velar y palatal se escriben respectivamente ⟨ng'⟩ y ⟨ny⟩, y las vocales [e, ɛ, o, ɔ] se escriben respectivamente ⟨ĩ, e, ũ, o⟩.
El libro de Armstrong proporcionó la primera descripción detallada del tono en cualquier lengua bantú de África Oriental. A lo largo del libro, Armstrong representó el tono con un sistema pictórico; una ventaja de este método fue que no necesitó un análisis tonémico. Una secuencia de guiones a distintas alturas y ángulos acompañaba cada palabra u oración a lo largo del libro. La descripción que hizo Armstrong del tono kikuyu implicó agrupar los tallos en clases de tono; cada clase de tono se definió en términos de su alomorfía tonal dependiendo del contexto circundante. Las subclases se basaban en propiedades como la longitud o la estructura del tallo. Armstrong analizó cinco clases tonales para los verbos, llamadas Clase Tonal I–V, y un pequeño grupo de verbos que no pertenecen a ninguna de esas cinco clases, siete clases tonales para los sustantivos, cada una nombrada a partir de una palabra de esa clase, por ejemplo, el moondo Clase tonal ( Gikuyu   "persona"), y tres clases de tono para adjetivos, cada una nombrada según una raíz de esa clase, por ejemplo, el Clase tonal ( Gikuyu   "bueno").
El lingüista canadiense-estadounidense William J. Samarin señaló que Armstrong confundía tono y entonación en su mayor parte; afirmó que esto condujo a "complejidades exageradas" en su descripción, particularmente con respecto a la caída entonacional final en las preguntas interrogativas. Cuando Armstrong escribió su manuscrito, el análisis del tono era un campo naciente y la compleja relación entre los tonemas fonémicos y el tono fonético llevó a los fonetistas a analizar los idiomas como si tuvieran un gran número de tonos. En 1952, el lingüista de SOAS Lyndon Harries pudo tomar los datos de Armstrong y analizar el tono kikuyu como si solo tuviera dos niveles de tono subyacentes. La lingüista estadounidense Mary Louise Pratt también volvió a analizar los datos kikuyu de Armstrong y descubrió que solo tenían dos niveles. Pratt también señaló que Armstrong no distinguía las vocales alofónicamente largas de las vocales que son fonémicamente largas. Kevin C. Ford, lingüista de la Universidad de Nairobi, escribió que si Armstrong no hubiera muerto antes de completar este libro, "no hay duda de que podría haber ampliado su gama de datos y probablemente presentado un análisis riguroso, algo que lamentablemente falta en el trabajo publicado". El lingüista sudafricano Clement Doke consideró el libro de Armstrong como "un modelo de investigación y registro meticulosos", escribiendo en 1945 que debería "servir como modelo" para trabajos posteriores sobre el tono en las lenguas bantúes, y el fonólogo estadounidense Nick Clements lo describió en un artículo de 1984 como "una fuente de información extremadamente valiosa debido a la exhaustividad de su cobertura y la precisión de las observaciones fonéticas del autor".

## Vida personal
Armstrong se casó con Simon Charles Boyanus ( Russian: Семён Карлович Бояну, romanizado: Semyón Kárlovich Boyánus; 8 de julio de 1871– 19 de julio de 1952) el 24 de septiembre de 1926, aunque siguió siendo conocida profesionalmente como "Miss Armstrong" después del matrimonio. Boyanus fue profesor de filología inglesa en la Universidad de Leningrado, donde trabajó con el lingüista ruso Lev Shcherba. Llegó al Departamento de Fonética del University College en 1925, donde pasó ocho meses aprendiendo fonética inglesa con Armstrong.
Después del matrimonio, Boyanus tuvo que regresar a la Unión Soviética durante ocho años, mientras que Armstrong tuvo que quedarse en Inglaterra. Durante su ausencia, Boyanus trabajó con Vladimir Müller en la producción de diccionarios inglés-ruso y ruso-inglés. Armstrong colaboró con la transcripción fonética de las palabras clave del volumen inglés-ruso. Pudo visitar a Boyanus en Leningrado en dos ocasiones, y él pudo regresar brevemente a Londres en 1928. Boyanus finalmente pudo mudarse permanentemente a Inglaterra en enero de 1934, momento en el que se convirtió en profesor de ruso y fonética en la Escuela de Estudios Eslavos y de Europa del Este de la Universidad de Londres. Mientras trabajaba en el University College, Armstrong vivió en Forest Gate y Church End, Finchley.

## Muerte
En noviembre de 1937, Armstrong se enfermó con un caso persistente de influenza. Su condición empeoró y tuvo un accidente cerebro vascular. Murió en el Finchley Memorial Hospital, en Middlesex, el 9 de diciembre de 1937 a la edad de 55 años. Hubo un servicio en su nombre en el crematorio Golders Green al mediodía del 13 de diciembre. El provost, secretario y tutor de los estudios femeninos de la University College estuvieron presentes en su funeral. Su obituario fue publicado en The Times, The New York Times, Nature, Le Maître Phonétique, y el Reporte Annual de la University College, entre otros medios. Su muerte también fue reportada en la revista Transactions of the philological Society, y en la revista Speech de la Sociedad Británica de terapéutas del habla.
A principios de 1938, su viudo Simón Boyanus propuso la posibilidad de publicar el manuscrito acerca del kikuyu de Armstrong- Daniel Jones solicitó la ayuda de Beatrice Honikman para facilitar la publicación. Jones fue profundamente afectado por la muerte de Armstrong escribiendo su obituario en Le Maître Phonétique  y el prefacio de La estructura fonética del kikuyu, brindando un homenaje a su vida. Cuando la biblioteca fonética de la University College fue reabastecida luego de ser bombardeada durante el London Blitz de la Segunda Guerra Mundial, Jones donó una copia de la obra póstuma de Armstrong "como un adecuado comienzo a la reconstrucción de la biblioteca del departamento de fonética.